# 贾西迪
贾西迪（Jasidih），是印度贾坎德邦Deoghar县的一个城镇。总人口14129（2001年）。

## 人口
该地2001年总人口14129人，其中男性7645人，女性6484人；0—6岁人口2031人，其中男1015人，女1016人；识字率65.09%，其中男性为74.36%，女性为54.16%。